# 祭彤
祭 肜（さい ゆう、? - 73年）は、後漢の官僚・軍人。字は次孫。潁川郡潁陽県の人。またの名は祭彤。

## 生涯
祭遵の従弟にあたる。早くに父母を失い、新末後漢初の戦乱の最中、幼くして墓のそばに一人暮らしして孝行で知られた。
光武帝の初年、祭肜は黄門侍郎となり、光武帝の側近に仕えた。33年（建武9年）、祭遵が死去し、子もなかったため、祭肜は祭遵の墳墓に近い偃師県長に任じられ、一年の折節にその墓を祀った。祭肜は権謀術数に長けており、県長をつとめた5年のあいだ、偃師県には反乱もなく、考課では第一の成績を挙げた。襄賁県令に転じた。襄賁県では反乱が横行していたが、祭肜が着任すると、反乱軍を破ってその首領を処刑し、その残党を殲滅して、数年で襄賁県の統治を粛正した。
このころ匈奴・鮮卑と赤山烏桓が連合して強盛をほこっており、しばしば後漢の領内に侵入して官吏や民衆を殺害・拉致していた。洛陽の朝廷はこのため辺境に駐屯する兵士を増員し、諸将を派遣して要害に分屯させた。41年（建武17年）、祭肜は光武帝にその有能を見込まれて、遼東太守に任じられた。着任すると兵馬を励まし、斥候を広く展開した。祭肜は勇敢で膂力に優れ、300斤の弓を引くことができた。敵の侵入があるたびに、つねに兵士の先頭に立って戦い、しばしばこれを撃破した。45年（建武21年）秋、鮮卑が1万騎あまりで遼東郡に侵入すると、祭肜は数千人を率いてこれを迎撃し、自ら敵陣に突撃した。鮮卑は敗走して、塞外に追い出された。49年（建武25年）、遼東郡境外の貊人が右北平郡・漁陽郡・上谷郡・太原郡に侵入した。祭肜は貊人を招き降した。また鮮卑の大都護の偏何を帰順させた。祭肜は偏何に匈奴を討つよう求め、偏何は匈奴の左伊秩訾部を討ってその首級を持って遼東郡を訪れた。その後、匈奴と鮮卑は攻撃しあうようになり、匈奴は衰弱して後漢にとっての北方の脅威は軽減された。
ときに赤山烏桓がたびたび上谷郡を侵犯していたため、祭肜は偏何を派遣してこれを討たせた。58年（永平元年）、偏何が赤山烏桓を撃破し、その首領を斬って、その首級を祭肜のもとに持参した。
69年（永平12年）、祭肜は洛陽に召還されて太僕となった。73年（永平16年）、1万騎あまりを率いて南単于麾下の左賢王信とともに北匈奴を討つべく、涿邪山を目指した。左賢王信はもとより祭肜を嫌っており、高闕塞を出て900里あまり進み、小山を占領させて、偽って涿邪山といった。祭肜は敵と遭遇せずに帰還し、涿邪山に到達しなかったことが罪に問われて獄に下され免官された。獄を出て数日後、血を吐いて死んだ。

## 子女
- 祭逢（祭肜の遺言を明帝に伝えた）
- 祭参（竇固に従い車師を討って功績を挙げ、遼東太守となった。永元年間に鮮卑に敗れて、敗戦の罪で獄に下され死去した）